# Christian Saint-Sernin
Pas d'image ? Cliquez ici

a Compétitions nationales et continentales officielles uniquement.

Christian Saint-Sernin, né le 3 mars 1943 à Toulouse (Haute-Garonne), est un joueur français de rugby à XIII dans les années 1960 et 1970. Il occupe au cours de sa carrière le poste de talonneur.
Il pratique le rugby à XIII au sein du club R.C. Saint-Gaudens disputant la finale du Championnat de France en 1969. Il rejoint ensuite le Toulouse olympique XIII remportant le Championnat de France en 1973 et 1975, le second avec la double-rôle d'entraîneur-joueur.

## Palmarès

### En tant que joueur
- Collectif :
  - Vainqueur du Championnat de France : 1973 et 1975 (Toulouse)[1].
  - Finaliste du Championnat de France : 1969 (Saint-Gaudens).

### En tant qu'entraîneur
- Collectif :
  - Vainqueur du Championnat de France : 1975 (Toulouse).
  - Finaliste du Coupe de France : 1976 (Toulouse).